# Bahnhof Windhoek

Der Bahnhof Windhoek (englisch Windhoek Station) ist der Bahnhof der namibischen Hauptstadt Windhoek.

## Infrastruktur und Architektur

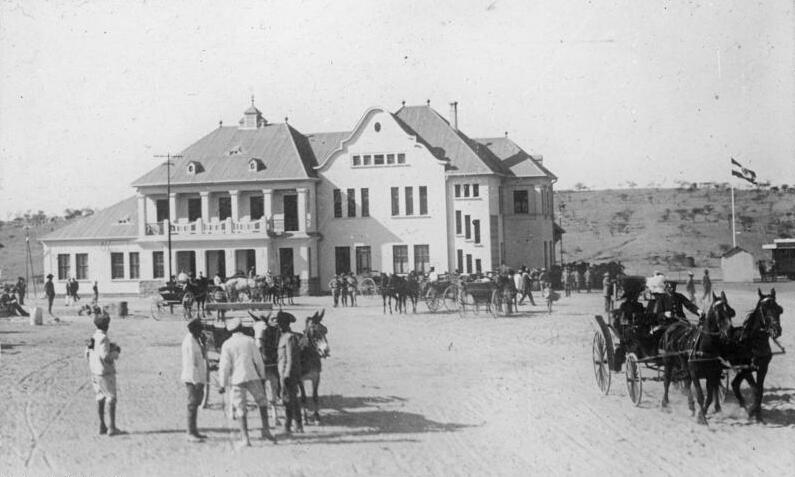
Bahnhof um 1914

Das Schienennetz am Personenbahnhof Windhoek umfasst drei Gleise, wovon zwei Bahnsteiggleise sind. Hinzu kommen fünf Rangiergleise sowie vier Abstellgleise. Der erweiterte Güterbahnhof nördlich des Hauptgebäudes verfügt über eine Gleisharfe von 23 Gleisen nebst Zusatzanlagen. Das Stadtgebiet von Windhoek verlassen jedoch nur jeweils eingleisige Trassen Richtung Norden und Süden.
Das heutige Empfangsgebäude wurde 1912 eingeweiht. Es wurde im wilhelminischen Baustil mit Jugendstilelementen von der deutschen Kolonialmacht in Deutsch-Südwestafrika erbaut. Die Schmalspurlokomotive Old Joe vor dem Gebäude stammt ebenfalls aus dieser Zeit.
Im ersten Stock des Empfangsgebäudes befindet sich das TransNamib-Museum.

## Strecken und Verbindungen
Die erste Bahnverbindung in Namibia wurde 1902 von Windhoek nach Swakopmund aufgenommen. 1912 erfolgte zusammen mit der Eröffnung des Bahnhofs auch die Inbetriebnahme der Verbindung nach Keetmanshoop. Diese Strecken zählen auch heute noch zu den wichtigsten Verbindungen ab Windhoek.
Regelmäßige kombinierte Güter- und Passagierverbindungen gibt es nach Swakopmund und weiter nach Walvis Bay, Gobabis, Keetmanshoop sowie nach Otjiwarongo, Tsumeb und weiter nach Oshikango. Reine Güterverbindungen gibt es von Windhoek bis nach Aus und seit 2014 auf der Südbahn auch wieder weiter bis nach Lüderitz. Luxuriöse Verbindungen gibt es mit dem Desert Express regelmäßig nach Swakopmund.

## Galerie

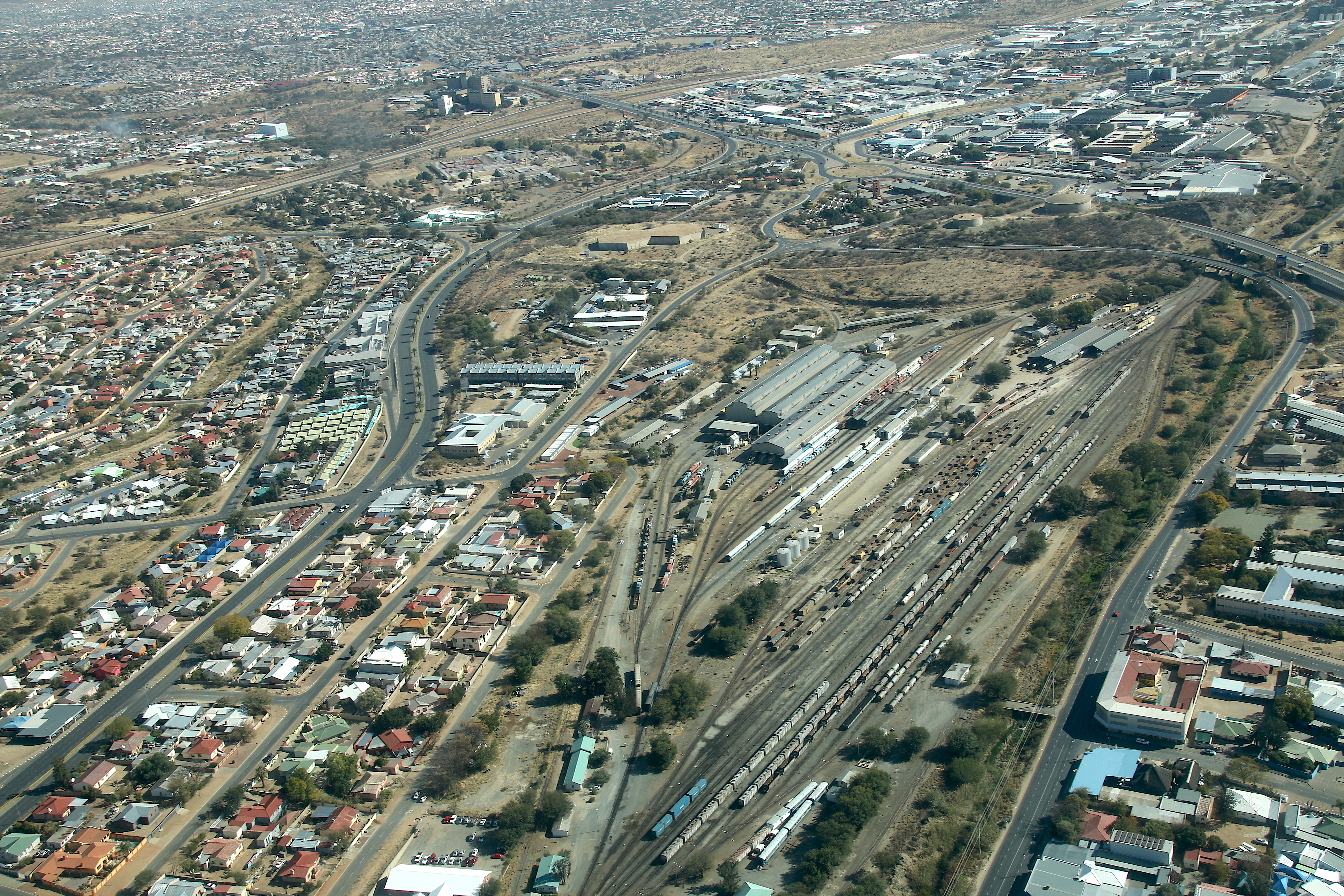
Güterbahnhof Windhoek (2018)
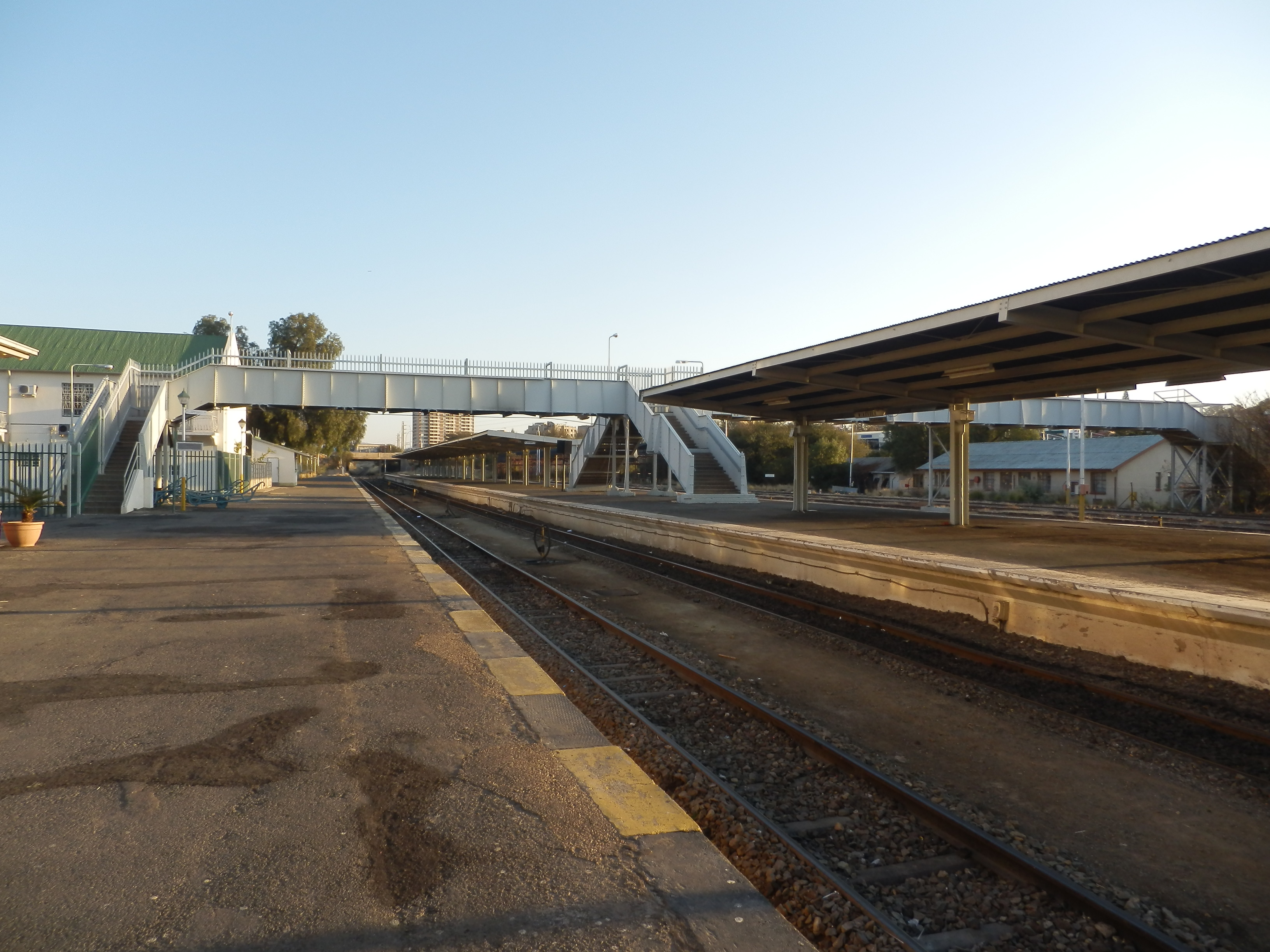
Bahnsteig hinter dem historischen Hauptgebäude